# 아야베 가케루
아야베 가케루(일본어: 綾部 翔, 1997년 4월 25일 ~ )는 일본의 프로 야구 선수이며, 현재 센트럴 리그인 요코하마 DeNA 베이스타스의 소속 선수(투수)이다. 이바라키현 도리데시 출신이다.

## 인물

### 프로 입단 전
이바라키현 도리데시 출신으로 초등학교 1학년 때부터 ‘신도리데 리틀 메츠’에서 야구를 시작했고 중학교 시절에는 ‘도리데 시니어’에서 활약했다. 가스미가우라 고등학교에 진학한 후 1학년 가을부터 야수로서 벤치에 들어갔다. 2학년 때 열린 하계 이바라키현 대회에서는 예비 투수로서 벤치에 들어갔지만 이바라키현 대회 결승전에서는 후지시로 고등학교를 상대로 3대 12로 대패했다. 자신도 2이닝 2실점을 내주면서 가스미가우라 고등학교는 2년 연속 5번째로 이바라키현 대회 결승에서 탈락했다. 그 후 2학년 가을부터 팀의 에이스로 등극했다. 3학년 때인 하계 이바라키현 대회에서는 3년 연속 결승에 진출하여 히타치 제1 고등학교와 맞붙었는데 아야베는 2점 앞선 7회에 구원 등판, 3이닝 무실점으로 막아내며 헹가래 투수가 됐다. 이 학교는 6번째 결승 진출 끝에 비원의 고시엔 대회 출전을 이뤘다.
제97회 전국 고등학교 야구 선수권 대회에서 첫 상대이자 2학년 에이스 호리 미즈키가 소속된 히로시마신조 고등학교와 맞붙었는데 이 경기에서 선발 등판했지만 6이닝 도중 4실점을 내줘 마운드에서 내려왔고 팀도 패했다.
2015년 프로 야구 드래프트 회의에서 요코하마 DeNA 베이스타스로부터 5순위 지명을 받아 11월 5일에 계약금 3,000만 엔과 연봉 550만 엔(금액은 추정치)으로 가계약을 맺었고 등번호는 45번으로 결정했다.

### 프로 입단 후
2016년에는 2군에서 10경기에 등판하여 1승 2패, 평균 자책점 4.26을 남겼다.
2017년 10월 3일, 팀의 클라이맥스 시리즈 진출이 결정된 후 1군에 처음으로 승격했다. 같은 날 주니치 드래곤스전에서 프로 첫 등판과 동시에 첫 선발 등판을 이뤄 5이닝 동안 4피안타 무실점에 5탈삼진으로 호투하여 시즌 첫 승을 올렸다. 아야베와 마찬가지로 1군에 첫 승격하여 첫 타석에서 홈런을 기록한 호소카와 세이야와 함께 경기 수훈 선수로 선정됐다.
2018년 4월, 오른쪽 어깨 부분의 클리닝 수술을 받았고 시즌 중에는 재활에만 전념했다.

## 플레이 스타일
가나가와현 요코스카시에 위치한 베이스타스 구장에서 해발 133미터의 쓰카야마 공원까지 10명의 신인 선수와 함께 달리기를 하여 10분 47초대에 주파할 정도로 빠른 발과 지구력을 가졌다.

## 상세 정보

### 출신 학교
- 가스미가우라 고등학교

### 선수 경력
- 요코하마 DeNA 베이스타스(2016년 ~ )

### 개인 기록

#### 투수 기록
- 첫 등판·첫 선발 등판·첫 승리·첫 선발 승리 : 2017년 10월 3일, 대 주니치 드래곤스 24차전(요코하마 스타디움), 5이닝 무실점
- 첫 탈삼진 : 상동, 1회초에 도모나가 쇼타로부터 헛스윙 삼진

#### 타격 기록
- 첫 타석 : 2017년 10월 3일, 대 주니치 드래곤스 24차전(요코하마 스타디움), 2회말에 가사하라 쇼타로로부터 헛스윙 삼진

### 등번호
- 45(2016년 ~ )

### 연도별 투수 성적
| 연 도      | 소 속      | 등 판 | 선 발 | 완 투 | 완 봉 | 무 4 구 | 승 리 | 패 전 | 세 이 브 | 홀 드 | 승 률 | 타 자 | 이 닝 | 피 안 타 | 피 홈 런 | 볼 넷 | 고 4 | 몸 맞 | 탈 삼 진 | 폭 투 | 보 크 | 실 점 | 자 책 점 | 평 자 책 | W H I P |
| ---------- | ---------- | ----- | ----- | ----- | ----- | ------- | ----- | ----- | -------- | ----- | ----- | ----- | ----- | -------- | -------- | ----- | ---- | ----- | -------- | ----- | ----- | ----- | -------- | -------- | ------- |
| 2017년     | DeNA       | 1     | 1     | 0     | 0     | 0       | 1     | 0     | 0        | 0     | 1.000 | 21    | 5.0   | 4        | 0        | 2     | 0    | 0     | 5        | 0     | 0     | 0     | 0        | 0.00     | 1.20    |
| 통산 : 1년 | 통산 : 1년 | 1     | 1     | 0     | 0     | 0       | 1     | 0     | 0        | 0     | 1.000 | 21    | 5.0   | 4        | 0        | 2     | 0    | 0     | 5        | 0     | 0     | 0     | 0        | 0.00     | 1.20    |

- 2018년 시즌 종료 기준